# Chitija
Chitija är en ort i Mexiko.   Den ligger i kommunen Comitán Municipality och delstaten Chiapas, i den sydöstra delen av landet, 800 km öster om huvudstaden Mexico City. Chitija ligger 1 617 meter över havet och antalet invånare är 351.
Terrängen runt Chitija är platt åt sydväst, men åt nordost är den kuperad. Runt Chitija är det ganska tätbefolkat, med 54 invånare per kvadratkilometer. Närmaste större samhälle är Las Margaritas, 8,3 km nordost om Chitija. I omgivningarna runt Chitija växer huvudsakligen savannskog.